# Marie-Florence Candassamyová
Marie-Florence Candassamyová (* 26. února 1991 Paříž, Francie) je francouzská sportovní šermířka, která se specializuje na šerm kordem. Francii reprezentuje od druhého desetiletí jednadvacátého století. V letech 2014 a 2019 obsadila druhé místo na mistrovství Evropy v soutěži jednotlivkyň. S francouzským družstvem kordistek vybojovala v roce 2016 druhé místo na mistrovství Evropy. 
Na Univerziádě v roce 2013 získala zlato s družstvem a bronz v individuální soutěži. V roce 2018 se stala mistryní Francie v šermu kordem. Získala tři tituly týmové mistryně Evropy (2018, 2022 a 2023). Na Evropských hrách 2023 získala zlatou medaili v soutěži družstev. Téhož roku se stala mistryní světa v kordu jednotlivkyň a dostala se do čela světového žebříčku Mezinárodní šermířské federace.
Na Letních olympijských hrách 2016 byla osmifinalistkou individuální soutěže a s francouzským družstvem obsadila sedmé místo. Na LOH 2024 v Paříži získala stříbro v týmové soutěži a mezi jednotlivkyněmi vypadla v osmifinále. Po olympiádě jí byl udělen Národní řád za zásluhy.
Je členkou Paris Université Clubu a trénuje ji Hervé Faget. Je vysoká 185 cm, její otec pochází z Guadeloupe a matka z Martiniku.